# Alture di Vidin
Le Alture di Vidin (in bulgaro Видински възвишения, Vidinski vazvisheniya) sono una serie di rilievi che occupa la parte centrale della Penisola Varna verso Punta Inott per una lunghezza di 8 km con orientamento ovest-sud-ovest-est-nordest. La sua vetta più alta, il Picco Mizia, si erge a 4,35 km a nord-nordest del Colle Leslie e a 9,45 km del Monte Bowles.

## Oronimia
La Commissione bulgara per i toponimi antartici le ha dato il nome nel 1997 in onore della città di Vidin.

## Cime
Alcune delle Alture di Vidin:
- Picco Mizia
- Picco Agatopoli
- Picco Radnevo
- Colle Zemen
- Picco Samuel